# Madeleine Vionnet
Madeleine Vionnet (Chilleurs-aux-Bois, Loiret, Centro, Francia, 22 de junio de 1876 - París, 2 de marzo de 1975) fue una diseñadora de moda francesa, y como tal, una de las figuras más influyentes de la historia de la moda, junto con Chanel y Lanvin. Vionnet se formó en Londres antes de regresar a Francia para fundar su primera casa de modas en París en 1912. Aunque se vio obligada a cerrar en 1914 al estallar la Primera Guerra Mundial, volvió a abrir después de la guerra y Vionnet se convirtió en una de las principales diseñadoras del París de los años 20-30.  Vionnet se vio obligada a cerrar su casa de nuevo en 1939 al comenzar la Segunda Guerra Mundial y se retiró en 1940.
Vionnet, a la que en el Vogue británico de 1925 se calificó como «quizá la mayor geómetra entre todos los modistos franceses», es más conocida hoy en día por sus elegantes vestidos de estilo greciano y por popularizar el corte al bies en el mundo de la moda, y se le atribuye el mérito de haber inspirado a varios diseñadores recientes.

## Biografía
Nació el 22 de junio de 1876 en el seno de una familia pobre de Chilleurs-aux-Bois, Loiret, los padres de Vionnet se separaron cuando ella era muy pequeña y se trasladó con su padre, cobrador de peaje, a Aubervilliers a los cinco años. Una vez abandonada la escuela, Vionnet comenzó su aprendizaje a los doce años como costurera junto a miembros de la garde champêtre. Tras un breve matrimonio a los 18 años -y la pérdida de su hijo pequeño- dejó a su marido y se marchó a Londres para trabajar como costurera en un hospital. Durante su estancia en Londres, Vionnet trabajó como ajustadora para Kate Reily.
Vionnet diseñó para Jacques Doucet entre 1907 y 1911. Su uso de modelos descalzas y el diseño de túnicas holgadas chocaban con el estilo de la casa. En 1912 fundó su propia casa de modas, Vionnet, que cerró en 1914 debido al comienzo de la Primera Guerra Mundial. Durante el periodo de guerra permaneció en Roma, donde aprovechó para estudiar la cultura de la antigua Grecia a través de los museos y colecciones de arte. El estilo artístico de esa cultura fue crucial en su posterior desarrollo como diseñadora, así como la inspiración en la bailarina Isadora Duncan.
Al restablecer la casa en 1923, Vionnet abrió un nuevo local en Avenue Montaigne, que se conoció como el «Templo de la Moda». En 1925, la casa de modas de Vionnet se amplió con un local en Fifth Avenue en Nueva York. Vendía diseños comprados de la percha y adaptados a la usuaria.
Vionnet regresó finalmente a París, trabajando durante seis años en la casa de moda Callot Soeurs como toile confeccionista. Tras un desacuerdo con un directivo de la casa, Vionnet amenazó con abandonar su puesto.La mayor de las hermanas Callot, Marie Callot Gerber, la convenció para que se quedara, tras ofrecerle un ascenso que supondría improvisar diseños drapeados sobre un modelo vivo con la propia Gerber. Vionnet elogió más tarde a Marie Callot Gerber como «una gran dama» y comentó más tarde que «sin el ejemplo de las Callot Soeurs, yo habría seguido haciendo vados. Gracias a ellas he podido hacer Rolls-Royces«. Su deseo de simplicidad estaba en última instancia en desacuerdo con los característicos volantes de encaje de la casa de moda.
Las prendas de corte al bies de Vionnet dominaron la alta costura en la década de 1930, marcando tendencia con sus sensuales vestidos lucidos por actrices de fama internacional como Marlene Dietrich, Katharine Hepburn, Joan Crawford y Greta Garbo. Entre sus fieles clientas se encontraban principalmente aristócratas europeas y norteamericanas adineradas como Baroness Robert de Rothschild, Madame Citroën, la señora Harrison Williams (Mona von Bismarck) y Lady Davis.
La visión que Vionnet tenía de la silueta femenina revolucionó la indumentaria moderna, y el éxito de sus cortes únicos aseguró su reputación. Luchó a favor de las leyes de derechos de autor en la moda. Instauró lo que, en aquella época, se consideraban prácticas laborales revolucionarias: vacaciones pagadas y baja por maternidad, guardería, comedor y un médico y un dentista residentes para sus trabajadoras. El comienzo de la Segunda Guerra Mundial obligó a Vionnet a cerrar su casa de modas en 1939, Vionnet creó unas 12.000 prendas a lo largo de su carrera.
Vionnet, una persona muy reservada, evitaba las manifestaciones públicas y las frivolidades mundanas. A pesar de su éxito como diseñadora, manifestó su aversión por el mundo de la moda, afirmando: «En la medida en que se puede hablar de una escuela Vionnet, se debe sobre todo a que he sido enemiga de la moda. Hay algo superficial y volátil en los caprichos estacionales y escurridizos de la moda que ofende mi sentido de la belleza». A Vionnet no le preocupaba ser la «diseñadora del momento», pues prefería mantenerse fiel a su propia visión de la belleza femenina.

## Estilos y técnica
Junto con Coco Chanel, a Vionnet se le atribuye el abandono de la ropa rígida y formal en favor de prendas más elegantes y suaves. A diferencia de Chanel, Vionnet tenía poco apetito por la autopromoción; su jubilación en 1940 marginó su contribución a un movimiento más amplio. Se cita a Madeleine Vionnet diciendo que «cuando una mujer sonríe, su vestido debe sonreír con ella». Evitando corsés, rellenos, rigideces y cualquier cosa que distorsionara las curvas naturales del cuerpo de la mujer, se dio a conocer por prendas que acentuaban la forma natural femenina.
Influenciada por los bailes modernos de Isadora Duncan, Vionnet creó diseños que mostraban la forma natural de la mujer. Al igual que Duncan, Vionnet se inspiró en el antiguo Arte griego, en el que las prendas parecen flotar libremente alrededor del cuerpo en lugar de distorsionar o moldear su forma.  Su estilo cambió relativamente poco a lo largo de su carrera, aunque se volvió un poco más ajustado en la década de 1930.
En la década de 1920, Vionnet había causado sensación al desarrollar prendas que utilizaban el corte al bies, una técnica para cortar la tela en diagonal con respecto a la fibra del tejido, lo que permite que se adhiera al cuerpo mientras se estira y se mueve con el usuario. Aunque la propia Vionnet no inventó el método de cortar la tela al bies, fue la primera en utilizarlo para toda la prenda. Su trabajo contrastaba con las prendas existentes que utilizaban el corte al bies para los adornos y adornos colocados en piezas de tela cortadas a lo largo de la fibra recta.
El uso por parte de Vionnet del corte al bies para crear un look elegante, favorecedor y ceñido al cuerpo revolucionó la ropa femenina y la llevó a la cima del mundo de la moda.Aunque a veces se le atribuye su invención, Vionnet afirmaba haber aplicado la técnica, ya utilizada en faldas, adornos y adornos, a los vestidos de cuerpo entero. Como experta modista, Vionnet sabía que los tejidos cortados al bies podían drapearse para adaptarse a las curvas del cuerpo de una mujer y expresar fluidez de movimiento. Utilizó el corte para promover el potencial de expresión y movimiento, integrando comodidad y movimiento, así como forma, en sus diseños.
Los estilos de Vionnet, aparentemente sencillos, requerían un largo proceso de preparación, que incluía cortar, drapear y prender con alfileres diseños tejidos en muñecas en miniatura. Recreaba prendas completas de gasa, seda o crepé marroquí en modelos de tamaño natural. Vionnet utilizaba materiales como el crêpe de chine, la gabardina y el satén para confeccionar sus prendas; tejidos poco habituales en la moda femenina de los años veinte y treinta.
Encargaba telas dos metros más anchas de lo necesario para poder drapearlas, creando prendas -sobre todo vestidos- lujosas y sensuales, pero también sencillas y modernas. Entre los estilos característicos de Vionnet, que se ceñían a la mujer y se movían con ella, se encuentran la falda pañuelo, el cuello vuelto y el top halter.

## Influencia en diseñadores posteriores

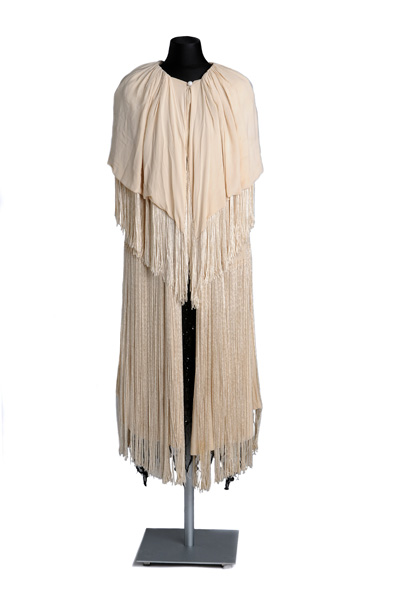
Capa con flecos en esterilla cresponada de seda color marfil, 1925.

Madeleine Vionnet está considerada una de las diseñadoras de moda más influyentes del siglo XX. Tanto su corte al bies como su enfoque urbanamente sensual de la alta costura siguen siendo una influencia fuerte y omnipresente en la moda contemporánea, como demuestran las colecciones de diseñadores de ayer y de hoy como Ossie Clark, Halston, John Galliano, Comme des Garçons, Azzedine Alaia, Issey Miyake y Marchesa. Miyake comentó en una ocasión que, al ver por primera vez la obra de Vionnet, «la impresión fue similar a la maravilla que uno siente al ver a una mujer que sale del baño, envuelta únicamente en una sola pieza de tela hermosa».

Vionnet inspiró a diseñadoras de moda como Marcelle Chaumont, madre de la escritora francesa Madeleine Chapsal. Fue madrina de Chapsal.

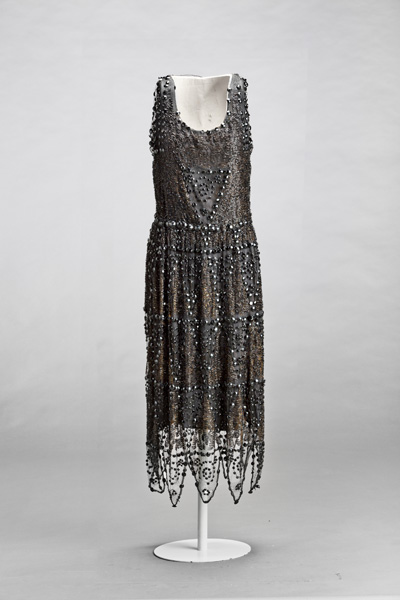
Vestido largo casi al tobillo en tul de seda negro decorado con pedrería y aplicación de mostacillas, años 20.

## Aportes al mundo de la moda
Sus aportes técnicas al mundo de la moda son el uso del corte al bies, pues solía cortar los vestidos de una sola pieza, sin sisa y la apuesta por la simplicidad y fluidez, liberando a la mujer de rigideces, en un claro precedente de Coco Chanel, considerando que "el vestido debe ser una segunda piel, lista para sonreír cuando el que lo lleva sonríe." Vivió su apogeo en los años 20, cuando era conocida como "la arquitecta de la Moda", al punto de inaugurar en 1923 una nueva tienda en la Avenue Montaigne de París que llegó a ser denominada El Templo de la Moda, fruto de la colaboración de la diseñadora con el arquitecto Ferdinand Chanut, el decorador George de Faure y el escultor René Lalique. Se retiró en 1939.
En 1952 donó a su amigo el historiador François Boucher (autor del libro Historia del traje en Occidente) su documentación, álbumes, biblioteca, modelos, libros de cuentas, telas... lo que sirvió para que en 1986 se crease el Museé de la Mode et du Textile de París. Su estilo cambió relativamente poco a lo largo de su carrera, aunque se hizo más entallado en la década de 1930.